# Радослав Златановић
Радослав Златановић (Мучиврце, код Косовске Каменице, 27. август 1936) српски је књижевник, књижеви преводилац и новинар.

## Биографија
Школовао се у Кололечу и Бујановцу, да би завршио Учитељску школу у Призрену и дипломирао енглески језик и књижевност на Филозофском факултету у Приштини. 
Једно време радио је као учитељ, а потом постао новинар „Јединства“. Био је неко време и уредник Културне рубрике „Јединства“, да би потом, с формирањем издавачке делатности, постао уредник поезије у ИД „Јединство“. Уз Вука Филиповића, Драгана Стојадиновића и Рада Николића један је од оснивача и уредника часописа „Стремљења“ 1961. године, а у периоду од 1984. до 1988. године и његов главни и одговорни уредник. Две године (1995—1997) био је и директор Позоришта младих у Приштини. Две године био је и народни посланик у Скупштини Републике Србије. 
Поред поезије објављује и приповетке. Преводи с енглеског и албанског језика. Има објављене књиге песама у преводу на албански, македонски и енглески језик.
Члан је Удружења књижевника Србије и Удружења новинара Србије. Од 1999. године живи у Полому, код Владичиног Хана.

## Збирке песама
- Додир лета (заједно са Лазаром Вучковићем и Божидаром Милидраговићем), Јединство, Приштина, 1962,
- Нежни убица, Багдала, Крушевац, 1964,
- Померање сна, Јединство, Приштина, 1970,

- Горке светлости, Просвета, Београд, 1974,
- Допевани год, Јединство, Приштина, 1978,
- Викање на стоку, Просвета, Београд, 1984,
- Грачаничка вечера (избор), НИЈП Панорама - Октоих, Приштина - Подгорица, 1995,
- Велика недеља, изабране и нове песме, Панорама-Јединство, Косовска Митровица, 2021.

## Превод
- C. Спендер: Куцати и ући, Јединство - Градина, Приштина - Ниш, 1980,

## Преведене Златановићеве књиге
- Vjersha, превод на албански: Anton Çetta (заједно Златановић, Раде М. Николић и Лазар Вучковић), Рилиндја, Приштина, 1966.
- Sharja e zobit, превод на албански: Abdullah Konushevci, Рилиндја, Приштина, 1983,
- Пат до изворот, избор и превод на македонски: Тодор Чаловски, Мисла, Скопље, 1985,
- The age sung to the end, превод на енглески: Tim Bowen, Јединство, Приштина, 1988,

## Антологије
- Lulet në ballkon (Цвеће на балкону), антологија поезије Косова на албанком језику (заједно са Ибрахимом Руговом и Етхемом Бајмакуом), Рилиндја, 1982,

## Награде
- Децембарска награда Косова, 1965, (одрекао се 1986).
- Награда „Лазар Вучковић”, за песму „Померање сна”, 1970.
- Награда „Грачаничка повеља”, 1990.
- Вукова награда, 1991.
- Награда „Борски грумен” Међународних сусрета писаца у Бору, 1988.
- Награда „Песничко успеније” (Међународни сусрети песника и сликара у Косовској Митровици и Звечану),
- Награда „Димитрије Кантакузин”, (Завичајни сусрети писаца Косовског Поморавља), 2007.
- Повеља Удружења књижевника Србије, 2007.
- Награда „Златни крст кнеза Лазара” (Видовданске свечаности у Грачаници), 2013.
- Велика базјашка повеља (Румунија), 2013.
- Награда „Свети кнез Лазар (Сусрети писаца Косовског Поморавља), 2013.